# Euxoa scurrilis
Euxoa scurrilis là một loài bướm đêm trong họ Noctuidae.